# Championnat de France masculin de handball de Nationale 2 2022-2023
 (octobre 2022).
Si vous disposez d'ouvrages ou d'articles de référence ou si vous connaissez des sites web de qualité traitant du thème abordé ici, merci de compléter l'article en donnant les références utiles à sa vérifiabilité et en les liant à la section « Notes et références ».
Navigation
Saison 2021-2022 Saison 2023-2024
Le Championnat de France masculin de handball de Nationale 2 2022-2023 est la 38e édition de ce championnat qui constitue le 4e échelon du handball français.
À l'issue du championnat, le premier de chaque poule est promu en Nationale 1 et les deux derniers relégués en Nationale 3. Par ailleurs, le premier qui compte le plus de points affronte le champion ultra-marin pour le titre de champion de France de Nationale 2.

## Formule
La compétition est ouverte aux soixante-douze clubs ayant acquis leur participation par leur classement au terme de la saison précédente. Ces clubs sont répartis en six poules de douze. Pour la composition des poules, il est tenu compte du classement obtenu la saison précédente et de la situation géographique. Les équipes réserve des clubs de LNH sont soumises aux règles de la division.
Lors de la première phase, dans chacune des six poules, les clubs se rencontrent en matches aller et retour. Le meilleur premier sur l’ensemble des 6 poules est directement qualifié pour la finale contre le « champion ultramarin ».
Si un club classé à la première place d’une poule ne peut accéder en Nationale 1, il peut malgré tout disputer la finale pour le titre de champion de France N2M.
Les clubs classés à la première place de chacune des six poules accèdent à la Nationale 1 pour la saison suivante tandis que les clubs classés aux deux dernières places de chacune des six poules sont relégués en Nationale 3.

## Phase de poules
Les 72 équipes participantes (dont des équipes réserves de club professionnels) sont répartis en 6 poules de 12 équipes.

## Finale
Le titre de champion de France se joue entre le meilleur premier de groupe de la compétition métropolitaine et le champion ultramarin.
| Finale      | Case Cressonnière | 26 - 27 | Grenoble SMH | Palais des sports Robert-Oubron, Créteil |
| 3 juin 2023 |                   |         |              |                                          |

Le Grenoble SMH est sacré champion de France de Nationale 2 masculine 2022-2023.